# Carles Codina i Armengol
Carles Codina i Armengol (Barcelona, 26 de juliol de 1961) és un joier, professor i teòric de la joieria. Va estudiar a l'escola Massana. La seva obra com a creador, escriptor i professor té una important projecció internacional, especialment a Europa i Amèrica. Ha escrit diversos llibres de tècniques i conceptes de la joieria i l'orfebreria actual. Ha participat de jurat en exposicions i concursos de joieria, també ha assessorat empreses del sector i entitats oficials. És professor de joieria de l'Escola Massana des del 1986. Ha realitzat gran quantitat d'exposicions tant individuals com col·lectives.

## Biografia
Carles Codina i Armengol és fill de Joan Codina i Pilar Armengol. Va néixer a Barcelona, però als 4 anys va anar a viure a Mollet del Vallès on actualment té ubicat el seu taller de joieria. Després del batxillerat va fer estudis de veterinària i econòmiques, els quals abandonà pels d'escultura. Matriculat a l'Escola Massana a l'especialitat d'escultura es va sentir a tret pel món de la joieria. Va estudiar joieria entre el 1980 i el 1986 a la mateixa escola. Té el graduat superior en art i disseny cursat a la Universitat de Barcelona. És professor de l'Escola Massana des del 1986. El 1990 crea el seu propi taller a Mollet del Vallès. Ha estat Vicepresident de la secció de Dissenyadors de l'Ilustre Col·legi Oficial de joiers, rellotgers i gemmòlegs de Catalunya, President i responsable de la secció de formació i membre integrant de la Junta de Govern fins al 2008. El 2011 se li atorga la Insignia del Mestre Artesà. Col·labora amb el INCUAL (Instituto Nacional de Cualificaciones) en la construcció del Catalogo Nacional de Cualificaciones. Ha estat membre del comité de selecció de la col·lecció de joieria al Museu d'Arts Decoratives de Barcelona. Ha realitzat diferents cursos i conferències a diferents països, Mèxic, Colòmbia, Chile, Costa Rica, Algèria, Marroc,... Des del 2012 incia i participa en el projecte Braincelona.

## Publicacions
- La joyería (Parramón Ediciones, 1999)[3][4]
- La orfebrería (Parramón Ediciones, 2001)[5]
- Goldsmithing & Silver Work (Lark Books, 2003)[6]
- Nueva joyería: Un concepto actual de la joyería y la bisutería (Parramón Ediciones, 2003)[7]
- Color, Texture & Casting for Jewelers (Lark Books, 2006)[8]
- Aula de Joyería. Modelado y fundición (Parramón Ediciones, 2009)[8]
- Aula de Joyería. Técnicas básicas (Parramón Ediciones, 2009)[8]
- Aula de Joyería. Color, texturas y acabados (Parramón Ediciones, 2009)[8]
- Técnicas del metal: esmalte, cincelado, engastado y monturas (Parramón Ediciones 2013)[8]